# Сергеева, Мария Ивановна
Мария Ивановна Сергеева (Рыжкова) (1928 — 1984) — советский передовик производства в сельском хозяйстве. Герой Социалистического Труда (1948).

## Биография
Родилась 22 июня 1928 года в селе Данково Центрально-Чернозёмной области в крестьянской семье.
С 1941 года М. И. Сергеева (Рыжкова) вступила в колхоз «Красный Октябрь» Каширского района, позже возглавила полеводческое звено этого колхоза.
В 1947 году по итогам работы звено М. И. Рыжковой получило урожай ржи — 31,41 центнера с гектара на площади девяти гектаров.
18 января 1948 года Указом Президиума Верховного Совета СССР «за получение высоких урожаев пшеницы и ржи в 1947 году» Мария Ивановна Рыжкова была удостоена звания Героя Социалистического Труда с вручением Ордена Ленина и золотой медали «Серп и Молот», этим же указом ещё десять тружеников колхоза «Красный Октябрь» были удостоены звания Героя Социалистического Труда.
В 1983 году М. И. Сергеева вышла на пенсию. Умерла 4 марта 1984 года в селе Данково, Каширского района, Воронежской области.

## Награды
- Медаль «Серп и Молот» (18.01.1948)
- Орден Ленина (18.01.1948)
- Медаль «За доблестный труд в Великой Отечественной войне 1941—1945 гг.»